# JYJ-diszkográfia
A JYJ, melyet a TVXQ-ból kivált Kim Dzsunszu, Kim Dzsedzsung és Pak Jucshon hozott létre, 2010 és 2014 között három stúdióalbumot és két középlemezt adott ki és összesen több mint másfél millió lemezt adott el.

## Stúdióalbumok
| Év   | Lemez                                                   | Toplista-helyezés | Toplista-helyezés | Eladás                                                      |
| Év   | Lemez                                                   | JPN               | KOR               | Eladás                                                      |
| ---- | ------------------------------------------------------- | ----------------- | ----------------- | ----------------------------------------------------------- |
| 2010 | The Beginning - Dátum: 2010. október 14. - Nyelv: angol | 1                 | 1                 | 316 576+ (Dél-Korea) 62 000+ (Japán) 520 000+ (világszerte) |
| 2011 | In Heaven - Dátum: 2011. szeptember 27. - Nyelv: koreai | 1                 | 1                 | 300 000+ (Dél-Korea) 40 000+ (Japán)                        |
| 2014 | Just Us - Dátum: 2014. július 29. - Nyelv: koreai       |                   |                   |                                                             |

## Koncertalbumok
- Thanksgiving Live in Dome (2011)[4][5]

## Középlemezek
| Év   | Lemez                                                 | Toplista-helyezés | Toplista-helyezés | Eladás                                   |
| Év   | Lemez                                                 | JPN               | KOR               | Eladás                                   |
| ---- | ----------------------------------------------------- | ----------------- | ----------------- | ---------------------------------------- |
| 2010 | The... - Dátum: 2010. szeptember 8. - Nyelv: japán    | 1                 |                   | 175 000 (Japán)                          |
| 2011 | Their Rooms - Dátum: 2011. január 15. - Nyelv: koreai |                   |                   | 150 000 (előrendelési adatok, Dél-Korea) |

## Filmzenei közreműködések
| Év   | Film/Televíziós sorozat                                                | Dal |
| ---- | ---------------------------------------------------------------------- | --- |
| 2010 | Sungkyunkwan Scandal OST (성균관 스캔들) - Dátum: 2010. szeptember 16. | - 찾았다 (Found You) - JYJ - Too Love - Kim Dzsunszu - 너에겐 이별 나에겐 기다림 (To You It's Goodbye, To Me It's Waiting) - Kim Dzsedzsung |
| 2011 | Miss Ripley OST - Dátum: 2011. június 21.                              | - 너를 위한 빈자리 (The Empty Space for You) - Pak Jucshon                                                                                  |
| 2011 | Scent of a Woman OST - Dátum: 2011. augusztus 5.                       | - You Are So Beautiful - Kim Dzsunszu |
| 2011 | Protect the Boss OST (보스를 지켜라) - Dátum: 2011. augusztus 11.      | - 지켜줄게 (I'll Protect You) - Kim Dzsedzsung                                                                                              |
| 2012 | Rooftop Prince OST - Dátum: 2012. május 12.                            | - 사랑이 싫다구요 (I Don't Like Love) - Kim Dzsunszu                                                                                        |
| 2012 | Time Slip Dr. Jin OST - Dátum: 2012. május 25.                         | - Living Like A Dream - Kim Dzsedzsung |

## DVD-k
| Év   | Cím |
| ---- | --- |
| 2010 | Three Voices (3hree Voices) - Hossz: 3:00:00 - Lemezek száma: 4 - Felirat: japán - Eladás: 65 000         |
| 2010 | Thanksgiving Live in Dome - Lemezek száma: 2 - Eladás: 140 000                                            |
| 2011 | Three Voices II (3hree Voices II) - Hossz: 3:00:00 - Lemezek száma: 2 - Felirat: angol, kínai, japán      |
| 2011 | Come On Over, JYJ Private DVD - Hossz: 350 perc - Lemezek száma: 5 - Felirat: angol, kínai, koreai, japán |
| 2011 | JYJ Worldwide Concert in Seoul (Limited Edition) - Hossz: 448 perc - Lemezek száma: 5 - Felirat: japán    |

## Videóklipek
| Év   | Cím       | Album         | Megjegyzések                                           |
| ---- | --------- | ------------- | ------------------------------------------------------ |
| 2010 | Ayyy Girl | The Beginning | 3D-videóklip                                           |
| 2011 | In Heaven | In Heaven     | A főszerepben Kim Dzsunszu és Szong Dzsihjo színésznő. |
| 2011 | Get Out   | In Heaven     |                                                        |
| 2013 | Only One  |               | Az Incshoni ázsiai játékokra készült dal               |
| 2014 | Back Seat | Just Us       |                                                        |